# Blastodacna vinolentella
Blastodacna vinolentella ist ein Schmetterling (Nachtfalter) aus der Familie der Grasminiermotten (Elchistidae).

## Merkmale
Die Falter erreichen eine Flügelspannweite von 9 bis 12 Millimeter. Der Kopf glänzt dunkelbraun. Die Fühler glänzen ebenfalls dunkelbraun und sind in der distalen Hälfte mehr dunkelgrau und undeutlich geringelt. Thorax und Tegulae glänzen dunkelbraun. Die Vorderflügel schimmern dunkelbraun. Ein undeutlicher grauweißer, hellbraun durchmischter Costalfleck befindet sich im letzten Viertel der Costalader. Zwei große Schuppenbüschel befinden sich am Flügelinnenrand. Der erste liegt im ersten Drittel, der zweite im zweiten Drittel. Letzterer ist größer und innen mit grauweißen Schuppen umrandet. Eine grauweiße undeutliche bogenförmige Binde verläuft zwischen den Schuppenbüscheln. Eine ähnliche Binde verläuft im Subapikalbereich vom Costalfleck zum Flügelinnenrand. Die Fransenschuppen sind am Apex dunkelbraun und zur Basis hin graubraun. Sie haben eine undeutliche Querlinie. Die Hinterflügel glänzen bräunlich grau.
Bei den Männchen sind die Gnathos-Arme sehr kurz, die Enden sind kugelförmig und mit sechs oder sieben Stachelreihen versehen. Das Tegumen ist kurz und verjüngt sich distal stark. Die Valven sind ungefähr doppelt so lang wie das Tegumen, schlank und an der Basis sehr breit. Die Spitze ist abgerundet und geweitet. Die Annellus-Lappen sind in der ersten Hälfte verschmolzen, die zweite Hälfte bildet eine stumpfe Spitze. Sie sind nach innen gebogen, auf der Innenseite befindet sich eine kräftige Dorsalfalte. Der Aedeagus ist lang und in der distalen Hälfte schlank und gekrümmt. Die Vesica besitzt einen Stachelfleck.
Bei den Weibchen ist die Genitalplatte zu einer kleinen flachen V-förmigen Sklerotisierung reduziert. Das Antrum ist röhrenförmig und verengt sich zum Ostium. Der Ductus bursae hat vor dem Antrum eine runde sklerotisierte Platte. Das Corpus bursae ist eiförmig, das Signum ist leicht granuliert.

### Ähnliche Arten
Blastodacna vinolentella kann man anhand der relativ breiten schwarzbraunen Vorderflügel mit nur wenigen weißlichen Schuppen von den anderen Arten der Gattung unterscheiden. Eine Ausnahme bildet Blastodacna georgiella; diese Art hat eine graue Frons und auf den Vorderflügeln umrandet ein kleiner weißer Fleck innen das Schuppenbüschel.

## Verbreitung
Die Art ist in Mittel- und Südeuropa vertreten, das Verbreitungsgebiet reicht von Holland bis nach Griechenland.

## Biologie
Über die Biologie der Art ist wenig bekannt. Auch wenn die Weinrebe (Vitis vinifera) in der Literatur erwähnt wird, so gibt es doch keinen Beleg dafür, dass die Raupen an dieser Pflanze gezüchtet wurden. Es ist vielmehr davon auszugehen, dass Diakonoff der Erstbeschreibung Herrich-Schäffers folgte, der 1854 erwähnte: "im Juli an Weinstöcken findet". Bei verschiedenen Nachweisen von Raupen an den Knospen von Apfelbäumen (Malus) und jungen Trieben des Eingriffeligen Weißdorns (Crataegus monogyna) handelt es sich offenbar um Verwechslungen mit der melanistischen Form von Blastodacna atra. Die Falter fliegen von Anfang Juni bis Anfang August.

## Systematik
Aus der Literatur sind folgende Synonyme bekannt:
- Tebenna vinolentella Herrich-Schäffer, [1854]